# C–130 Hercules
A C–130 Hercules négy hajtóművel felszerelt, légcsavaros, közepes teherszállító repülőgép, melyet az Amerikai Egyesült Államokban a Lockheed cég tervezett az 1950-es években és napjainkban is gyártják. Kategóriájában a világ legelterjedtebb repülőgépe. Ma több mint 40 különféle modell és verzió repül több mint 50 ország légierejében. 2006 decemberében ünnepelte hadrendbe állításának 50. évfordulóját az Egyesült Államok légierejében, ilyen hosszú ideig csak négy másik katonai repülőgépet használtak (Canberra, B–52, Tu–95 és KC–135).
A C–130 képes kiépítetlen repülőtereken is le- és felszállni, mert eredetileg katonai csapatszállító, sebesültszállító és teherszállító szerepkörre tervezték. A repülőgép sokoldalúságát jellemzi, hogy számos más feladatra is alkalmazták, mint például földi támadó, kommandós csapatszállító, kutató-mentő, tudományos kutató, időjárás-előrejelző, légi utántöltő repülőgépként, valamint légi őrjáratozásra és tűzoltásra. Az ötvenéves szolgálati ideje alatt a C–130-as repülőgépek számos harci, polgári repülési és humanitárius feladatot hajtottak végre.
Az 1990-es évek végén a repülőgépet teljesen áttervezték, a C–130J új, korszerűbb hajtóműveket és korszerű, számítógépekkel felszerelt, kétfős pilótafülkét kapott.

## Kifejlesztése és változatai

### Előzmények és követelmények
Az 1950-ben kirobbant koreai háború során az Egyesült Államok légiereje felismerte, hogy a második világháborúban bevált szállító repülőgépek (C–119 Flying Boxcar, C–47 Skytrain, C–46 Commando) nem alkalmasak a korszerű hadviselés igényeinek kiszolgálására. 1951. február 2-án elküldte az általános működési követelmények (General Operating Requirement, GOR) elnevezésű dokumentumot az akkori legnagyobb repülőgépgyártóknak (Boeing, Douglas, Fairchild, Lockheed, Martin, Chase Aircraft, North American, Northrop és Airlifts Inc). Az új szállítógéppel szemben támasztott legfontosabb követelmény volt, hogy képes legyen 92 személy, 72 teljes felszerelésű katona vagy 64 ejtőernyős szállítására, a hatótávolsága 1100 tengeri mérföld (körülbelül 1300 mérföld, 2000 km) legyen, képes legyen felszállni nem burkolt futópályáról és három hajtóművel is a levegőben tudjon maradni.
A Fairchild, a North American, a Martin és a Northrop gyárak a követelményeket látva nem vettek részt a fejlesztésben, a maradék öt gyártó összesen 10 tervet nyújtott be: Lockheed – 2, Boeing – 1, Chase – 3, Douglas – 3, Airlifts Inc. – 1. A végső döntés előtti megmérettetésben csak a Lockheed könnyebb repülőgépe (L-206) és a Douglas négy hajtóműves gépe került. 1951. július 2-án a Lockheed elnyerte a légierő megrendelését két prototípus megépítésére.
Az YC-130 elnevezésű prototípus első felszállására 1954. augusztus 23-án került sor, a Lockheed kaliforniai Burbank város melletti gyárából. Az 53-3397 sorozatszámú gép volt a második, amelyet összeszereltek, de elsőként emelkedett a levegőbe. Az YC–130 pilótái Stanley Beltz és Roy Wimmer voltak, az első repülés 61 percig tartott az Edwards Air Force Base támaszpontra.

### Sorozatgyártása

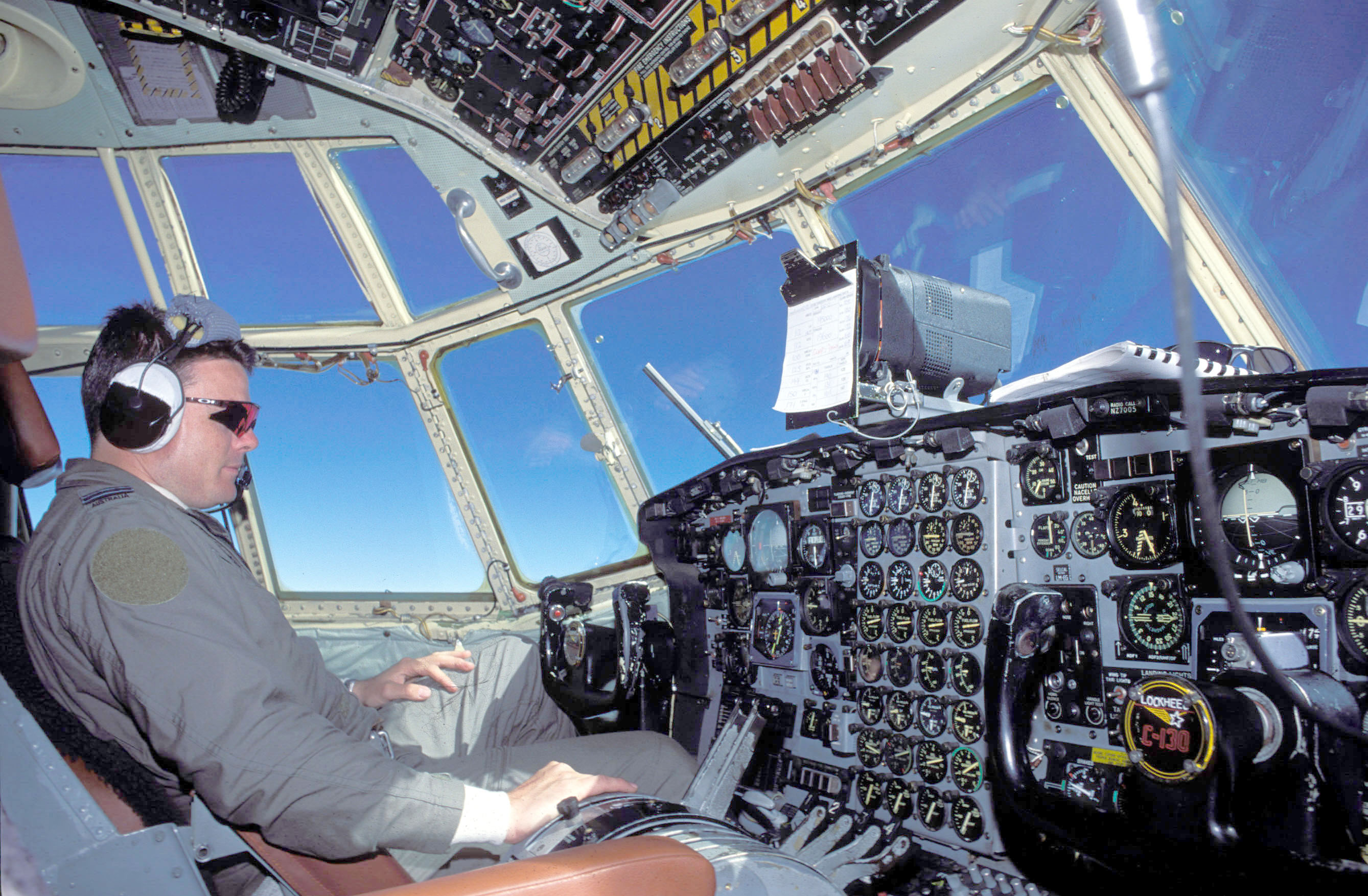
Egy C–130H Hercules pilótafülkéje

Az első két prototípus elkészítése és elfogadása után a Georgia állambeli Marietta városban kezdődött meg a sorozatgyártás, ahol összesen 2300 darab C–130 Herculest gyártottak. A sorozatgyártást az első C–130A típusjelű modellel kezdték, amelybe Allison T56–A–9 típusú hajtóműveket szereltek, három lapátos propellerrel. Az első gépeket 1956 decemberében szállították le a légierőnek. 1959-ben kezdődött meg a C–130B sorozatgyártása, amely annyiban különbözött az A modelltől, hogy csűrőkkel szerelték fel, illetve erősebb hajtóműveket és négylapátos légcsavart kapott. Egyes A modelleket később sítalpakkal szereltek fel, ezek megnevezése C–130D.

### C-130A
Az első sorozatgyártású C-130-asokat "A" modellnek jelölték és két csapatszállító ezred kapta meg az első repülőgépeket (463d Troop Carrier Wing, 314th Troop Carrier Wing). További hat, C-130-asokkal felszerelt repülőszázadot az Európában és Távol-Keleten állomásozó légihadosztályokhoz vezényeltek (322d Air Division, 315th Air Division). Néhány repülőgépet elektronikai felderítő eszközökkel szerelve a németországi Rhein-Main Air Base légitámaszpontra vezényeltek, míg az RC-130 típusjelzésű gépeket légifelderítési feladatokra alakították át. Néhány repülőgépet sítalpakkal szereltek fel kerekek helyett, hogy a sarkkörön túl is képesek legyenek le- és felszállni, ezeket a C-130D típusjelzéssel látták el, de műszakilag azonosak voltak az "A" sorozattal.
A szolgálatba lépés után kiderült, hogy a repülőgép hatótávolsága nem megfelelő, ezért külső üzemanyagtartályokat kezdtek alkalmazni, amelyeket a szárnyakra függesztettek fel. A vietnámi háború során a C-130A repülőgépek végig részt vettek a hadműveletekben. Négy repülőszázad szállítási feladatokat hajtott végre az okinavai Naha légitámaszpontról, míg egy század szigorúan titkos küldetéseket hajtott végre a Tacsikava légitámaszpontról (többek között Laosz és Észak-Vietnám felett repült). A katonai segélyprogram keretében a dél-vietnámi hadsereget is ellátták C-130A repülőgépekkel és a háború végéig három repülőszázad működött a Tan Son Nhut légitámaszponton.
A C-130A modellek utoljára a hondurasi légierővel maradtak szolgálatban, ahol még 5 darab C-130 továbbra is üzemel.

### C-130B
A C-130B modellt az A modellek kiegészítésére tervezték, és néhány változtatást hajtottak csak végre, többek között pótlólagos üzemanyagtartályokat építettek a szárnyba és váltóáramú elektromos hálózattal szerelték fel. Négylapátos Hartzell gyártmányú propellerek váltották fel a korábbi háromlapátos propellert.
Az új C-130B repülőket a 314th és 463rd Troop Carrier Wings légiszállító ezredek kapták meg. A vietnámi háború során a 463rd ezred kötelékében utánpótlásszállítási feladatokat hajtottak végre, majd 1963 tavaszán új szerepkörben vetették be ezeket a gépeket: 4500 kg-os M-121 típusú bombákat dobtak le, hogy a sűrű növényzetben leszállóhelyeket alakítsanak ki a harcoló katonákat szállító helikoptereknek. A háború után a C-130A és B modellek nagy része visszakerült az Egyesült Államokba, ahol egy részüket tartalékba helyezték, egy részüket pedig a nemzeti gárda egységei kapták meg.
A B sorozatból a tengerészgyalogság is kapott, ahol eredetileg GV-1 megnevezéssel állították hadrendbe. A C-130D sikere láttán a tengerészgyalogság is rendelt a sítalpakkal felszerelt repülőgépekből, ezek típusjelzése LC-130 volt.
Egy különleges projekt keretén belül 13 C-130B-t elektronikai felderítési feladatokra alakítottak át, megnevezésük C-130B-II volt. Ezek a repülőgépek elsősorban a japán Yokota légibázisról repültek, szárnyuk alá a külső üzemanyagtartályra hasonlító tartályban lehallgató eszközöket függesztettek, illetve a gép törzsére számos új antennát szereltek fel.

### C-130E
A megnövelt hatótávolságú C-130E modellek 1962-ben álltak hadrendbe, mint ideiglenes megoldás a nagy távolságú szállítási feladatok végrehajtására. A modell lényegében a B sorozatra épült, de két db 5150 literes külső üzemanyagtartályt függesztettek fel a szárnyak alá, illetve erősebb Allison T-56-A-7A hajtóművekkel szerelték fel ezeket. Az E modellek törzsét megerősítették, új repülésirányító berendezéseket kaptak, ennek következtében a repülőgépek súlya megnövekedett.
A KC-130 légi utántöltő repülőgépek eredeti megnevezése C-130F volt, az Egyesült Államok tengerészgyalogsága rendelte meg ezeket, a törzsbe épített 13.000 literes üzemanyagtartállyal, illetve a szárnyra szerelt légi utántöltő berendezéssel. Egyszerre két repülőgépet tudtak feltölteni, egy négy repülőgépből álló formáció utántöltése összesen 30 percet vett igénybe. Az Egyesült Államok haditengerészete használja a C-130G modellt, amelynek törzsét megerősítve lényegesen nagyobb terheket tud szállítani.

### C-130H

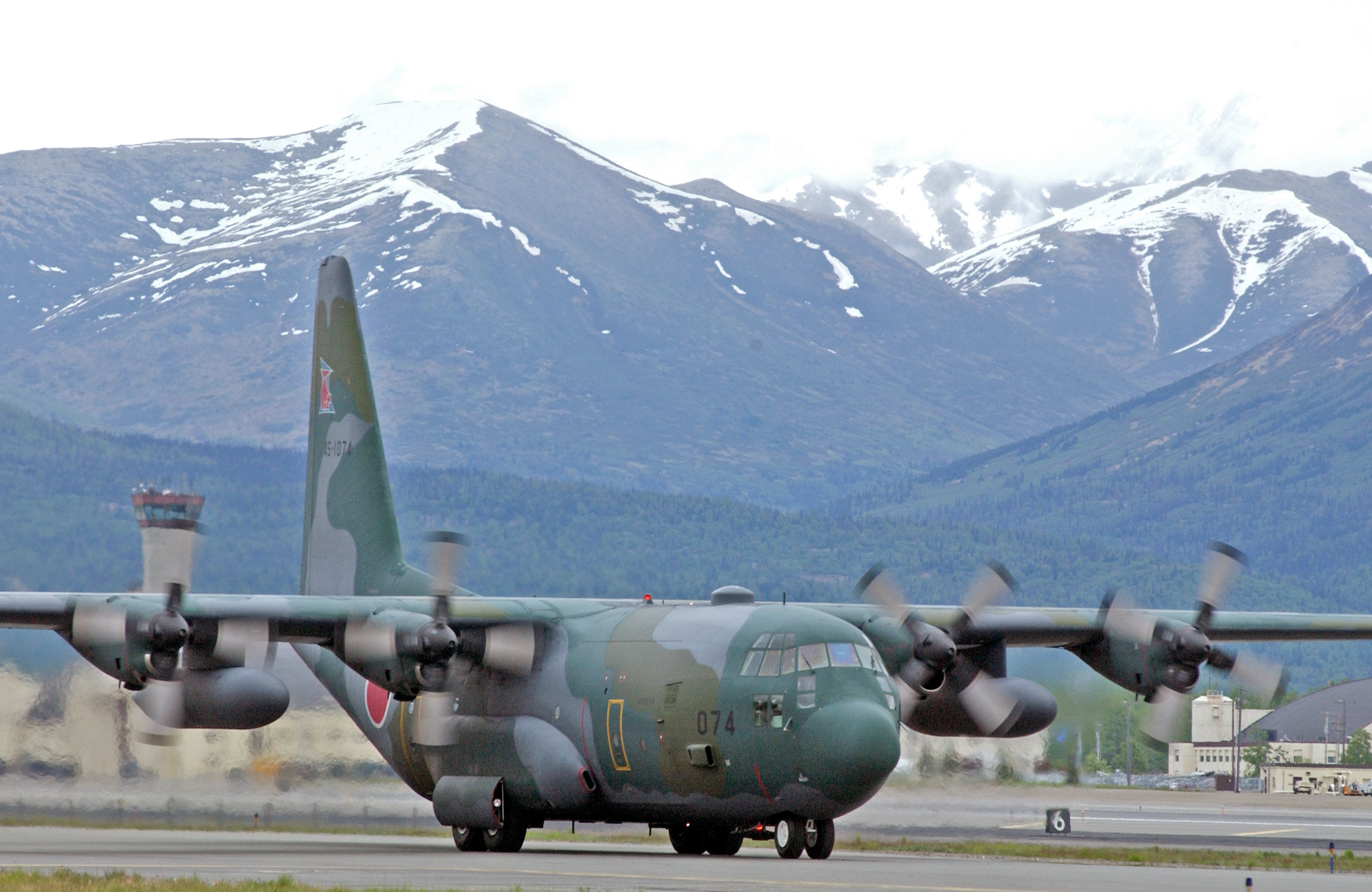
A japán légierő C-130H repülőgépe

A C-130H modell új Allison T56-A-15 hajtóműveket, újjátervezett szárnyat, korszerűsített repülési rendszereket kapott. A későbbi "H" modelleket egy új, az anyagfáradásnak jobban ellenálló szárnyszerkezettel szerelték fel, számos korai "H" modell is később megkapta ezt a szárnyat. Az első gépeket 1964-ben szállították az új-zélandi légierőnek és egészen 1996-ig gyártották ezt a modellt. Az 1974-től korszerűsített változatában gyártott "H" modellt ma is széles körben használják az Egyesült Államok fegyveres erőinél és a világ számos más országában.
Az Egyesült Államok parti őrsége HC-130H típusú repülőgépeket használ a nagy távolságú kutatás-mentési feladatokhoz, a kábítószercsempészek elleni harcban, az illegális bevándorlás megakadályozására, valamint logisztikai feladatok végrehajtására.
1992 és 1996 között a modell típusjelzése C-130H3 volt a légierőnél, az "3"-as szám arra utalt, hogy a H sorozat harmadik változata volt. A fejlesztések között volt a részben üvegből épített pilótafülke, nagyobb hatótávolságú és színes kijelzős radarkészülék, éjjellátó készülékekkel kompatibilis műszerek és kijelzők, valamint korszerűbb elektromos rendszer.

### C-130K

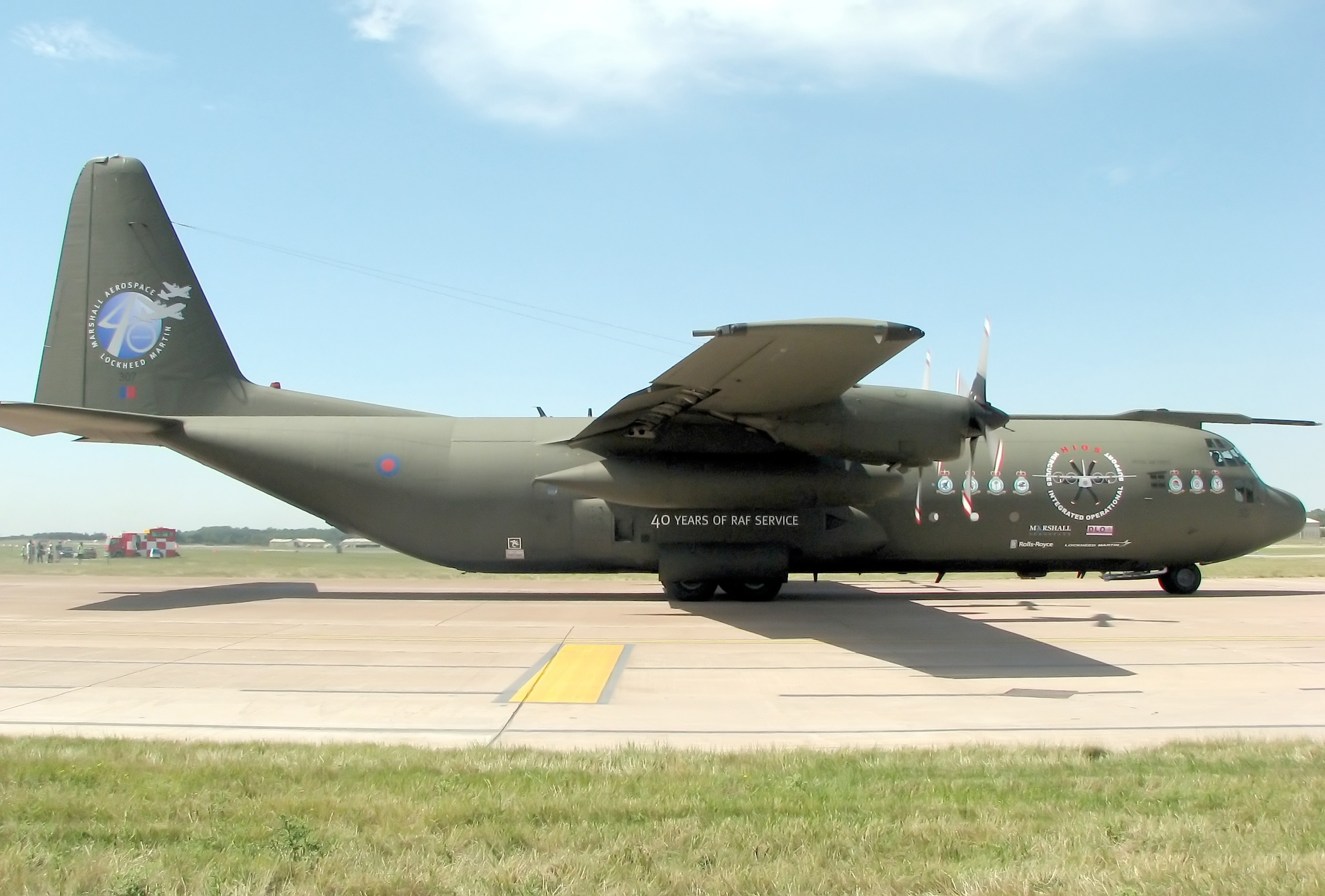
A Royal Air Force C-130K (C.3) típusú repülőgépe

A C-130H exportváltozata, amelyet a Brit Királyi Légierőnek (Royal Air Force, RAF) szállítottak, a C-130K típusjelzést viselte (Nagy-Britanniában Hercules C.1 volt a megnevezése). A C-130H-30 (Hercules C.3 a RAF megnevezésében) pedig az eredeti C–130 Hercules meghosszabbított változata volt, amelynek törzsét a pilótafülke mögött 2,54 m-rel, a szárnyak mögött pedig 2,03 m-rel toldottak meg. A brit meteorológiai szolgálat egy darab C-130K-t vásárolt meteorológiai kutatórepülések végrehajtására, ennek megnevezése Hercules W.2, sorozatszáma XV-208 volt (a gép képét ld. itt vagy itt). Ezt a repülőgépet a meteorológia intézet kívánságainak megfelelően módosították, igen szembetűnő az orrban kialakított, vörös-fehér csíkozású meteorológiai berendezés. A Snoopy becenevet viselő repülőgépet 2001-ben visszavonták az aktív szolgálatból, majd az A400M repülőgép hajtóműveinek tesztelésére használták fel. A brit C-130K repülőgépeket a RAF Falcons alakulat használja ejtőernyős ugrásokhoz.
2002-ben három C-130K repülőgépet felújítottak (Hercules C Mk.1P) és az osztrák légierőnek eladtak.

### További C-130 modellek és változatok

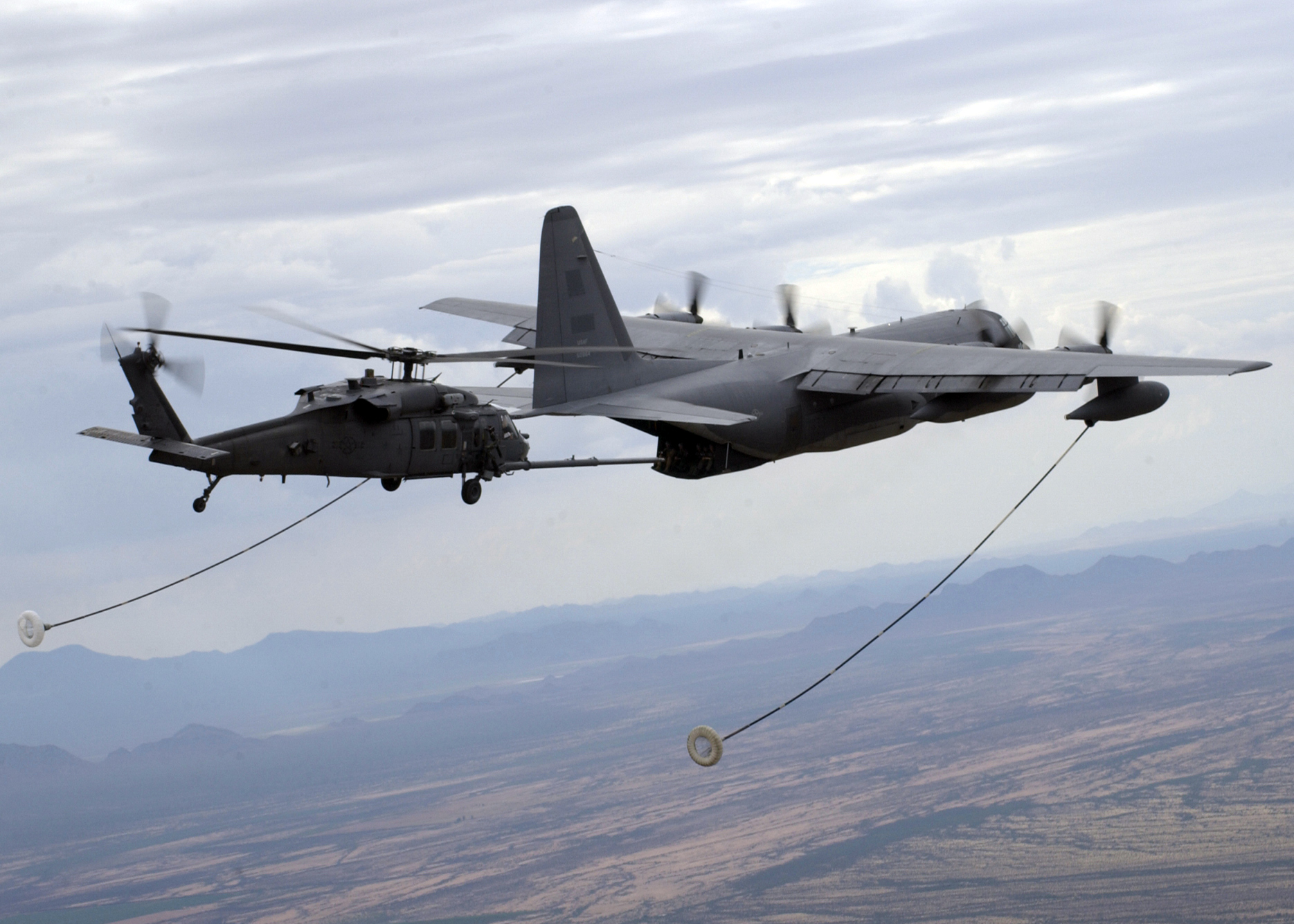
az USAF HC-130P tipusú repülőgépe légi utántöltést hajt végre egy HH–60G Pavehawk helikopterrel

A Lockheed HC-130N & P modellek nagy hatótávolságú kutató-mentő repülőgépek, amelyeket az amerikai légierő, valamint a légierő tartaléka (Air Force Reserve Command) és a légi nemzeti gárda (Air National Guard) rendszeresített. A repülőgépeket az ejtőernyős kutató-mentő alakulatok (Pararescuemen) bevetésére szerelték fel, ezen felül a túléléshez szükséges készleteket képesek ledobni, illetve a kutató-mentő harci helikoptereket képesek utántölteni. A HC-130-ok emiatt általában a harci kutató-mentő missziók előretolt parancsnoki álláspontjai. Azt első változatokat egy héliummal töltött ballonnal szerelték fel (ún. Fulton surface-to-air recovery system), amely képes volt egy személyt felemelni a felszínről, de később áttértek a kutató-mentő helikopterek alkalmazására és a HC-130-asokat ezek légi utántöltésére szerelték fel.
A John Wayne főszereplésével készült The Green Berets (magyar cím: A zöldsapkások) filmben a Fulton-rendszer használatát mutatta be, míg a The Perfect Storm (magyar cím: Viharzóna) című filmben a New York Air National Guard egyik HC-130P repülőgépe hajtott végre légi utántöltést egy HH–60 Pave Hawk helikopterrel.
C-130R és C-130T volt a típusjelzése az Egyesült Államok haditengerészete és a tengerészgyalogság által használt modelleknek. Mindkettőre külső üzemanyagtartályokat szereltek fel, de a C-130T ezen felül korszerűbb navigációs berendezéseket is kapott. A tengerészgyalogság által légi utántöltésre használt típusok megnevezése KC-130R vagy KC-130T, mindkét változatot felszerelték az éjszakai repüléshez szükséges berendezésekkel és a kabin világítása kompatibilis az éjjellátó készülékekkel.
Az RC-130 felderítő repülőgép, jelenleg egyetlen példánya üzemel az iráni légierőben (a repülőgépet még az iráni forradalom előtt vásárolta a sah légierője.

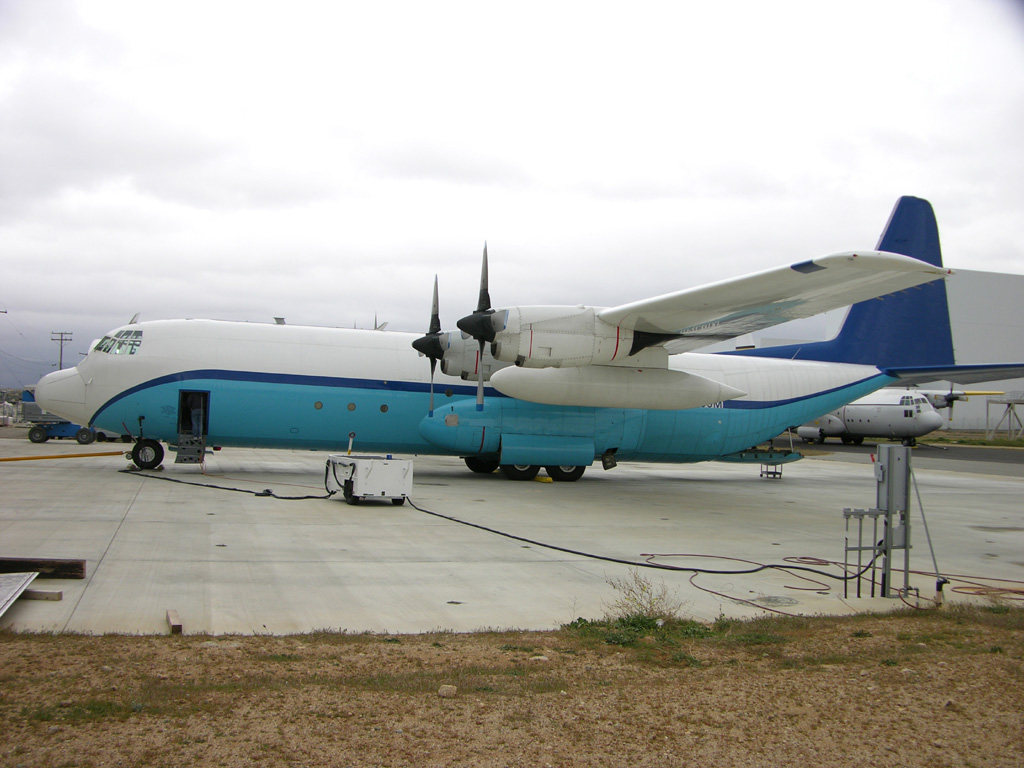
L-382 típusú repülőgép a Mojave sivatagban kialakított űrrepülőtéren

A Lockheed L-100 (L-382) repülőgép a C–130 Hercules polgári változata, amely megegyezik a C-130E változattal, a külső üzemanyagtartályokat és a katonai berendezéseket kivéve. Az L-100 repülőgépből két hosszabbított változatot készítettek: az L-100-20 2,5 m-rel, míg az L-100-30 4,6 m-rel hosszabb az eredetinél. A katonai változat sikerei ellenére az L-100 nem terjed el a polgári légiszállítási piacon.

### További fejlesztések
Az 1970-es években a Lockheed javasolta, hogy a C–130-ast szereljék fel sugárhajtóművel, de a légierő elutasította a terveket, mivel lényegesen megnövelte volna a felszálláshoz szükséges kifutópálya-hosszt. Az 1980-as években a C–130-asok felváltására indították az Advanced Medium STOL Transport („fejlett közepes rövid fel- és leszállótávolságú szállító repülőgép”) programot, azonban később ezt törölték és a C–130-asok továbbra is gyártásban maradtak.
Az 1990-es években készült el a modernizált C–130J Super Hercules, jelenleg ez a legmodernebb C–130-változat és az egyetlen, amelyet még gyártanak. Bár külsőleg hasonlít a korábbi változatokhoz, a J modellnek új turbólégcsavaros gázturbinája van, hatlapátos légcsavarokkal, digitális műszerekkel és egyéb korszerű berendezésekkel rendelkezik. Ebből a változatból C–130J–30 Super Hercules-ből 2022. március 14-én átadták az 500. példányt – a 19–5934-et – az üzemeltetőnek, az amerikai légi nemzeti gárdának.

## Harci alkalmazása

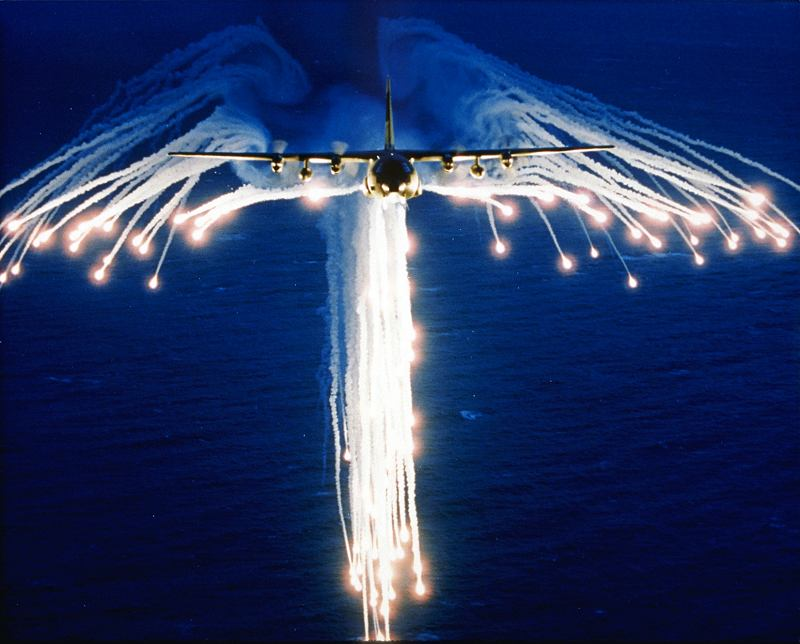
Egy C-130 Hercules föld-levegő rakéták elleni fáklyákat lő ki, amelyeket jellegzetes formájuk miatt angyalfáklyának becéznek

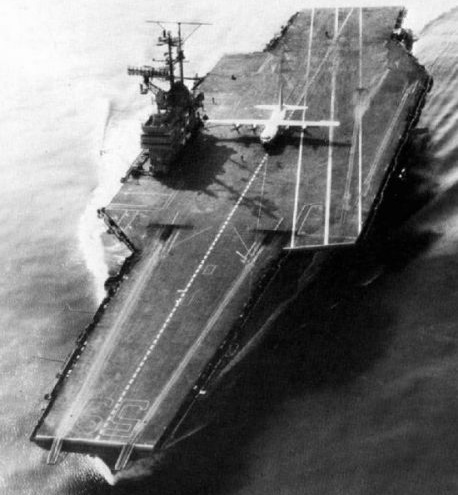
Az USMC egy C-130 Hercules repülőgépe fel- és leszállást gyakorolja az USS Forrestal (CVA-59) repülőgép-anyahajó fedélzetén 1963-ban.

A rövid kifutópálya miatt jelenleg a C–130 Hercules repülőgépek számos rekordot döntöttek meg, jelenleg ez a legnagyobb és a legnehezebb repülőgép, amely sikeresen landolt egy repülőgép-hordozó fedélzetén. 1963 október–novemberében az Egyesült Államok haditengerészetének egy KC–130F tipusú repülőgépe (BuNo 149798) összesen 29 átstartolást, 21 leszállást és 21 felszállást hajtott végre a USS Forrestal (CVA 59) repülőgép-hordozó fedélzetén, változó önsúllyal. A pilóta, James Flatley III, az egyik legmagasabb repülős kitüntetést (Distinguished Flying Cross) kapta részvételéért az igen sikeres tesztekben, de a kockázatok miatt mégsem rendszeresítették a C–130-asokat a repülőgép-hordozókon. A kísérletekben használt C–130-as a floridai National Museum of Naval Aviation gyűjteményében van.
Bár a C–130 Hercules fő feladata a teher- és utánpótlás-szállítás, ennek ellenére egyes változatai támadó hadműveletekben is részt vett. Az AC–130 felfegyverzett változat tartja a rekordot a leghosszabb leszállás nélküli repüléssel a C–130-asok között. 1997 október 22–24. között két AC–130U Spooky II repülőgép összesen 36 órát repült a floridai Hurlburt Field repülőtértől a dél-koreai Daegu városba, miközben 7 alkalommal kellett utánatölteni a repülőgépeket. A Líbia ellen 1988-ban végrehajtott légitámadások kivételével az AC–130 repülőgépek az összes amerikai hadműveletben szerephez jutottak a vietnámi háború óta.[forrás?]
Az MC–130 Combat Talon változat szállítja és veti be a világ legnagyobb hatóerejű hagyományos bombáit: a BLU–82 Daisy Cutter és a GBU–43/B Massive Ordnance Air Blast (MOAB) bombákat LAPES segítségével. A Daisy Cutter-t a vietnámi háború idején arra használták, hogy a sűrű növényzetben leszállóhelyeket tisztítsanak meg a helikopterek számára, illetve megsemmisítsék az ellenséges aknamezőket. A bombák mérete és súlya lehetetlenné teszi, hogy hagyományos bombázórepülőgépek bevessék ezeket. A GBU–43/B MOAB a Daisy Cutter utóda, hasonló feladatok ellátására tervezték, illetve jól védett célpontok ellen alkalmazzák.
Az 1965-ös indiai–pakisztáni háborúban a Pakisztáni Légierő használta bombázó szerepkörben a C–130 Hercules-eket, elsősorban az ellenséges hidak, csapatösszevonások ellen. A támadások során egyetlenegy repülőgépet sem vesztettek, bár az egyik kismértékben megsérült.
1976-ban az entebbei túszmentő hadművelet során az Izraeli Légierő szintén C–130-asokat használt egy ejtőernyős alakulat célbajuttatására, akik 103 utast szabadítottak ki a palesztin és német terroristák által az ugandai Entebbe repülőterére eltérített utasszállító repülőgépről. Az izraeli alakulat (200 katona, terepjárók és egy fekete Mercedes-Benz limuzin) 4500 km távolságot tett meg öt IAF C–130 Hercules fedélzetén légi utántöltés nélkül (csak a visszaúton, Nairobi-ban töltötték fel a repülőgépeket).
Az 1982-es Falkland-szigeteki háború során az Argentin Légierő C–130-asai rendkívüli veszélyek közepette, minden éjszaka szállítottak utánpótlást a szigeteken körbezárt argentin katonáknak. Ezen felül a gépek napközben felderítő repüléseket hajtottak végre. 1982. június 1-jén az angol Nigel Ward és Steve Thomas hadnagyok egy Sea Harrier típusú repülőgéppel lelőtték az egyik argentin C–130-ast. Az argentinoknak volt még két KC–130-as légi utántöltő repülőgépe, ezek tették lehetővé az argentin A–4 Skyhawk és Super Etendard repülőgépek számára, hogy összesen 6 brit hadihajót elsüllyesszenek. Természetesen a britek szintén felhasználták C–130-asaikat a hadműveletek logisztikai támogatására.
Az 1991-es öbölháború során („Sivatagi Vihar” hadművelet) a C–130-as repülőgépeket az Egyesült Államok Légiereje, a Haditengerészet és a Tengerészgyalogság, illetve Ausztrália, Új-Zéland, Szaúd-Arábia, Dél-Korea és az Egyesült Királyság légierői vetették be a harccselekmények során.
A 2001-ben indított afganisztáni hadműveletekben, illetve az Nemzetközi Biztonsági Közreműködő Erő (angolul: International Security Assistance Force, ISAF) műveleteinek támogatására Ausztrália, Belgium, Kanada, Dánia, Franciaország, Olaszország, Hollandia, Új-Zéland, Norvégia, Dél-Korea, az Egyesült Királyság és az Egyesült Államok használ C-130-as szállítógépeket.
A 2003-as iraki háború során ausztrál, brit és amerikai C–130-asok vették részt a hadműveletekben, illetve támogatták a rendfenntartó műveleteket.
2005. január 30-án a RAF egyik C–130-asát az iraki felkelők 23 mm-es ZPU–23 légvédelmi gépágyúval lelőtték, miután a repülőgép 50 m magasan repülve dobta le a SAS (Special Air Service) egyik kommandóját.

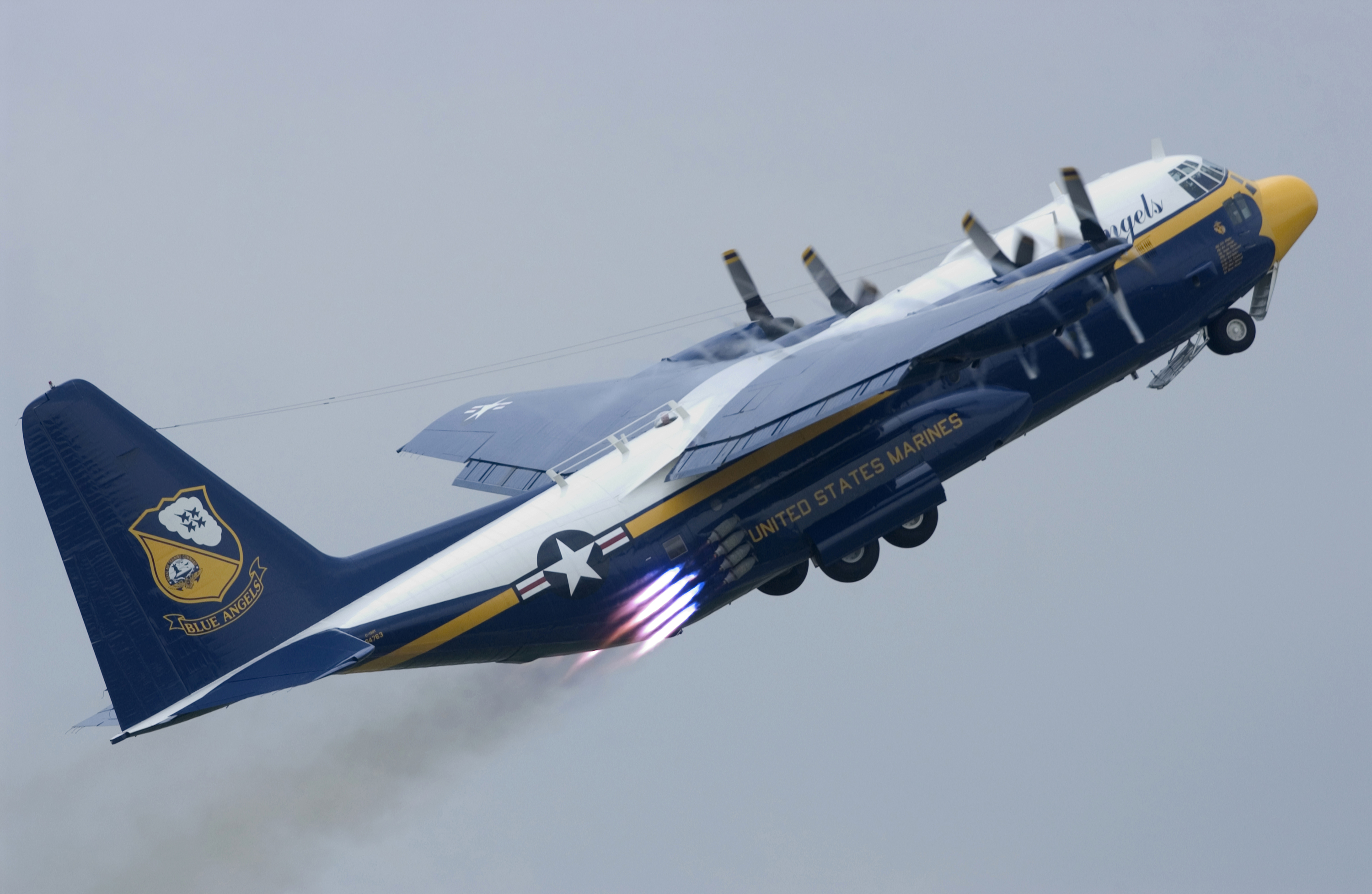
USMC C-130T Fat Albert demonstrálja a gyorsítórakétás felszállás (jet-assisted take-off, JATO) manőverét

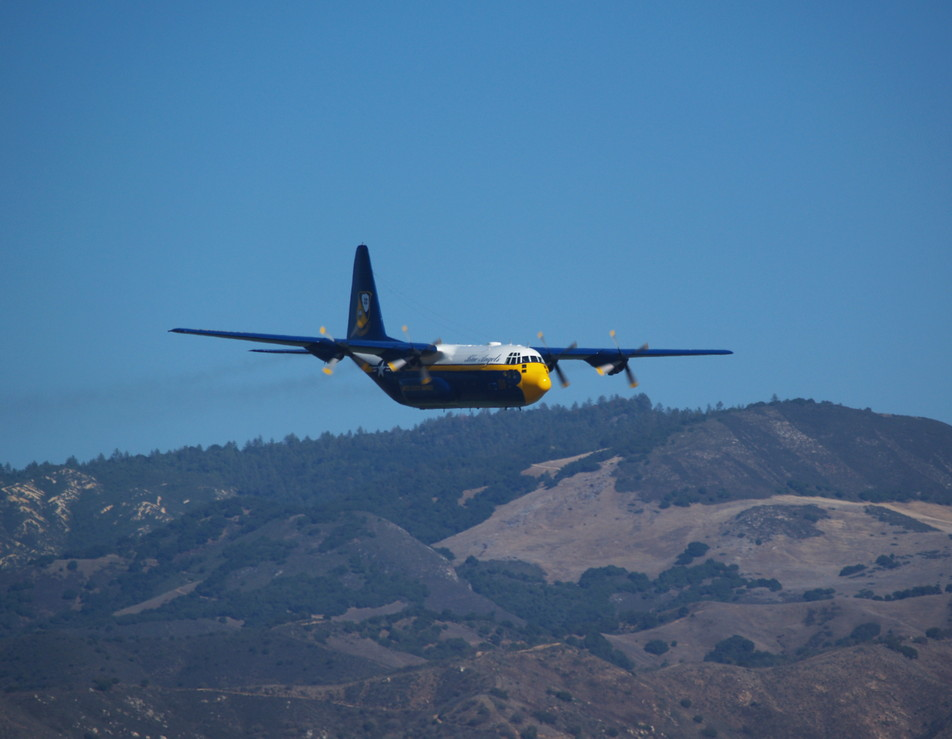
USMC C-130T Fat Albert átrepülést hajt végre

A C–130T repülőgépek közül az egyik legismertebb a Fat Albert becenévre hallgató, amely az US Navy Blue Angels bemutatócsapat támogató repülőgépe. Bár „Kövér Albert” a haditengerészet repülőit támogatja, de a tengerészgyalogság kötelékébe tartozik és személyzete is tengerészgyalogosokból áll. A légi bemutatókon Fat Albert is részt vesz, általában áthúzásokat hajt végre, illetve demonstrálja a gyorsítórakétával támogatott felszállás (Jet-Assisted Take-Off, JATO) manőverét.

## Harci veszteségek
A C–130 Hercules megbizható repülőgépnek számít. A Brit Királyi Légierő adatai alapján egy repülőgép elvesztése jut 250 000 repült órára (az elmúlt 40 év adatai alapján).
Ennek ellenére a 2350-nél is több legyártott C-130-as közel 15%-a megsemmisült, többek között 70 db az Egyesült Államok Légierejének és Tengerészgyalogságának szolgálatában Délkelet-Ázsiában. Mivel a C-130-asokat legtöbbszor a konfliktusokhoz közel vetik be, a veszteségek alapján jól nyomon követhetők az Egyesült Államok fegyveres erőinek bevetései.

## Megrendelő és üzemeltető országok[13]
Katonai üzemeltetők
- Afganisztán
- Algéria
- Amerikai Egyesült Államok
- Angola
- Argentína
- Ausztrália
- Ausztria
- Banglades
- Belgium
- Bolívia
- Botswana
- Brazília
- Csád
- Chile
- Dánia
- Dél-afrikai Köztársaság
- Dél-Korea
- Ecuador
- Salvador
- Egyesült Arab Emírségek
- Egyesült Királyság
- Egyiptom
- Etiópia
- Franciaország
- Fülöp-szigetek
- Gabon
- Görögország
- Hollandia
- Honduras
- Indonézia
- Irán
- Irak
- Izrael
- Japán
- Jemen
- Jordánia
- Kamerun
- Kanada
- Katar
- Kínai Köztársaság Tajvan
- Kolumbia
- Kuvait
- Lengyelország
- Libéria
- Líbia
- Malajzia
- Mexikó
- Marokkó
- Niger
- Nigéria
- Norvégia
- Omán
- Olaszország
- Pakisztán
- Peru
- Portugália
- Románia
- Spanyolország
- Srí Lanka
- Szaúd-Arábia
- Szingapúr
- Szudán
- Svédország
- Thaiföld
- Tunézia
- Törökország
- Új-Zéland
- Uruguay
- Venezuela

C-130 Hercules repülőgépeket üzemeltető országok

- Dél-Vietnám és a  Vietnámi Szocialista Köztársaság
- Zambia

Polgári üzemeltetők
- Amerikai Egyesült Államok
- Dél-afrikai Köztársaság
- Írország
- Kanada
- Németország
- Svájc

## Fordítás
- Ez a szócikk részben vagy egészben  a   C-130 Hercules című angol Wikipédia-szócikk fordításán alapul.  Az eredeti cikk szerkesztőit annak laptörténete sorolja fel. Ez a jelzés csupán a megfogalmazás eredetét és a szerzői jogokat jelzi, nem szolgál a cikkben szereplő információk forrásmegjelöléseként.